# Noctua brunnescens
Noctua brunnescens är en fjärilsart som beskrevs av Barend J. Lempke 1962. Noctua brunnescens ingår i släktet Noctua och familjen nattflyn. Inga underarter finns listade i Catalogue of Life.